# تاي أورتاي
تاي أورتاي (ต่าย อรทัย) ممثلة تايلندية، ولدت في 27 مارس 1980 في محافظة أوبون راتشاثاني في تايلاند

## أعمالها
- Duak Yah Nai Pah Poon
- Kho Jai Gun Now
- Kon Glai Mur Glai Bahn
- Song Jai Mah Glai Chit
- Mah Jark Din
- Kon Nai Kwarm Kid Hot
- Fun Young Glai Jai Young Now
- Mai Raung Hai Mai Chai Mai Jeb
- Plai Gauy Kaung Kwarm Hug
- Chaochai Khong Chiwit

## روابط خارجية
- تاي أورتاي على موقع ميوزك برينز (الإنجليزية)
- تاي أورتاي على موقع ديسكوغز (الإنجليزية)